# Ty Summers
Ty Summers (San Antonio, 31 dicembre 1995) è un giocatore di football americano statunitense che milita nel ruolo di linebacker per i New York Giants della National Football League (NFL).

## Carriera

### Green Bay Packers
Summers fu scelto nel corso del settimo giro (226º assoluto) del Draft NFL 2019 dai Green Bay Packers. Debuttò come professionista subentrando nella gara del primo turno contro i Chicago Bears mettendo a segno un tackle. La sua stagione da rookie si concluse con 4 placcaggi disputando tutte le 16 partite, nessuna delle quali come titolare.

### Jacksonville Jaguars
Il 31 agosto 2022 Summers firmò con i Jacksonville Jaguars.

### New Orleans Saints
Il 21 dicembre 2022 Summers firmò con i New Orleans Saints.